# Cmentarz w Grabowie (Warszawa)
Cmentarz w Grabowie – rzymskokatolicki cmentarz parafialny w Warszawie należący do grabowskiej parafii św. Zofii Barat. Znajduje się przy ul. Poloneza w dzielnicy Ursynów.
Cmentarz został wyświęcony przez kardynała Józefa Glempa 27 czerwca 1995, razem z nową plebanią.
Nekropolia na powierzchnię 1 ha.

## Pochowani na cmentarzu
- Danuta Barbara Dziekańska (1924–2008) − działaczka harcerska
- Jan Kacprzak (1943–2000) – profesor Politechniki Warszawskiej
- Krystyna Kamieńska-Trela (1938–2015) – chemik
- Grzegorz Krzemiński (1947–2010) − dziennikarz
- Tomasz Merta (1965–2010) − urzędnik państwowy
- Mirosław Pietrewicz (1941–2022) – profesor ekonomii, wiceprezes Rady Ministrów